# Würzburger Leise Leseprobe – Revision
Bei der Würzburger Leise Leseprobe – Revision (WLLP-R) handelt es sich um einen Leistungstest zur Erfassung der Lesegeschwindigkeit (Dekodiergeschwindigkeit) in der Grundschule mit Möglichkeit zur Gruppendurchführung im Klassenverband oder Einzelfalluntersuchung.

## Testgestaltung und Einsatzgebiet
Der Test (vorliegend in den Pseudoparallelformen A und B) enthält 140 Items (bzw. 180 Items für die Klassenstufe 4). Jedes Item besteht aus einem Wort und vier zugeordneten Bildalternativen, von denen das eine korrespondierende Bild markiert werden muss. Die reine Bearbeitungszeit nach einer Instruktion von 15 Minuten beträgt genau 5 Minuten, nach deren Verstreichen die Bearbeitung eingestellt wird. Das Ergebnis spiegelt sich in der Anzahl der korrekt gelösten Items. WLLP-R wird eingesetzt als Gruppentest zur parallelen Leistungsfeststellung in Grundschulklassen der Jahrgangsstufen 1-4, Testungen im Bereich der Bildungsforschung und diagnostische Untersuchungen im Einzelfall.

## Testgütekriterien
Die Gütekriterien psychodiagnostischer Verfahren sind erfüllt:
1. Objektivität: Standardisierung in Durchführung, Auswertung und Interpretation.
2. Reliabilität: Die Reliabilität nach der Paralleltestmethode bewegt sich für die einzelnen Jahrgangsstufen im Bereich .82 - .93 und nach der Retestmethode (Intervall von 14 Wochen) im Bereich .76 - .82.
3. Validität: Die Bestimmung der Validität erfolgt über Korrelation mit anderen Einzeltests zur Erfassung der Leseleistung, z. B. Diagnostischer Lesetest zur Frühdiagnose (DLF 1-2) und Bremer Lesetest, des Weiteren noch mit dem Lehrerurteil und der Note im Fach Deutsch.
4. Normen: Angegeben sind die Prozentrangnormen und T-Äquivalenzwerte für die Klassenstufen 1-4, jeweils insgesamt sowie separat nach Geschlecht, ermittelt über eine Normstichprobe von 2333 Schülerinnen und Schülern.

## Veränderungen von WLLP-R (2011) gegenüber WLLP (1998)
Zusätzlich zu einer Überprüfung der Gütekriterien, wurden die beiliegenden Normdaten anhand einer repräsentativen Stichprobe (N = 2333) aktualisiert. Als inhaltliche Neuerung wurden die Bilder aus den Items in Form von Handzeichnungen durch standardisierte Bilder ersetzt. Weil sich für die vierte Jahrgangsstufe teilweise Deckeneffekte beobachten ließen, wurde die Anzahl der Items für diese Jahrgangsstufe von 140 auf 180 aufgestockt. Daraus ergibt sich das Vorliegen separater Testhefte für die vierte Jahrgangsstufe.